# Markus Huemer
Markus Huemer (* 1968 in Linz) ist ein österreichischer Künstler (Installationen, Malerei).

## Leben und Werk
Huemer studierte an der Hochschule für künstlerische und industrielle Gestaltung in Linz sowie an der Akademie der Künste in Düsseldorf. Er lebt und arbeitet in Berlin. 
Seit 2007 hält Huemer eine Professur an der Academy of Fine Arts/New Media I in Prag. 

## Auszeichnungen und Förderpreise
- 1991 Oberösterreichischer Talentförderungspreis
- 1992 Auslandsstipendium des Bundesministerium für Unterricht, Kunst und Sport der Republik Österreich, Rom
- 1999 Fellowship, Academy of Media Arts, Köln
- 2000 Oberösterreichischer Talentförderungspreis; Förderstipendium des Bundeskanzleramtes der Republik Österreich, Rom
- 2001 Artist-in-Residenz, ZKM, Institut für Bildmedien, Karlsruhe
- 2002 Künstlerhaus Bethanien, Berlin

## Öffentliche Sammlungen

### Deutschland
- Daimler Contemporary Collection, Berlin
- Städtisches Museum Abteiberg, Mönchengladbach
- Städtische Galerie Nordhorn, Nordhorn
- Studio A Museum gegenstandsfreier Kunst, Otterndorf
- Sammlung der Stadt Köln, Köln
- Saarlandmuseum, Saarbrücken
- Zentrum für Kunst und Medientechnologie, Karlsruhe
- Sammlung Bundesrepublik Deutschland, Bonn
- Sammlung Deutsche Bank, Frankfurt
- Sammlung Marta Herford, Herford

### Österreich
- Sammlung des Landes Oberösterreich, Linz
- MUMOK Museum Moderner Kunst, Stiftung Ludwig im MQ, Wien
- Sammlung Ploner, Wien
- Artothek des Bundes, Wien
- Magenta Telekom, Wien